# Louise Bourgoin
Ariane Louise Bourgoin, más conocida como Louise Bourgoin (Vannes, Morbihan, 28 de noviembre de 1981), es una actriz, modelo y presentadora de televisión francesa.

## Primeros años y carrera
Louise es hija de maestros de secundaria, la motivaron para seguir una carrera estable y cursó cinco años de estudios en L'École des Beaux-Arts en Rennes. Se convirtió en maestra de artes plásticas al tiempo que trabajaba como modelo. Algunos de sus más notables  trabajos como modelo fue como debutante para el fotógrafo Ian Sanderson.
Después de que se graduó en 2004, Bourgoin empezó a presentar para el programa de televisión "Kawaï !" en el canal de televisión Filles. Dos años más tarde, hizo una breve aparición en "Direct 8". [cita requerida] Al mismo tiempo, trabajó con el presentador de televisión Marc Lacombe en un programa piloto para PlayStation TV. Este canal de televisión nunca emitió y el piloto nunca fue distribuido.
En 2006 trabajó como la mujer del tiempo para "Le Grand Journal" con Michel Denisot, que se emitía en Canal +, en horario de máxima audiencia. Para evitar la confusión con Ariane Massenet, cronista habitual del programa, decidió usar su segundo nombre de pila como nombre de uso; también por su sonoridad cercana al nombre de la escultora Louise Bourgeois, cuyas obras admira.
En 2008 se le ofreció su primer papel en una película, interpretando a una mujer del tiempo en La fille de Monaco. Posteriormente, participó en varias películas incluyendo Les Aventures extraordinaires d'Adèle Blanc-Sec, de Luc Besson, y L'autre monde, de Gilles Marchand, que participó fuera de concurso en el Festival de Cannes 2010.

## Filmografía

### Cine y televisión

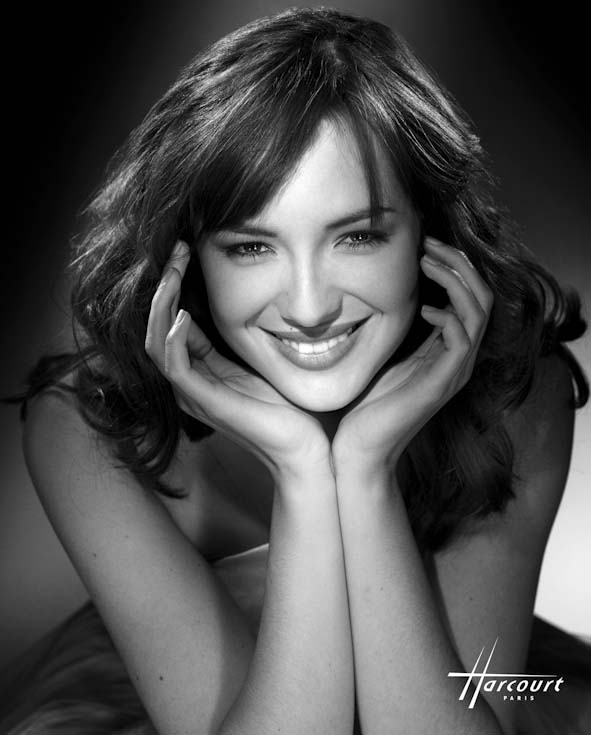
Portrait oficial del Estudio Harcourt en 2009

| Año  | Título                                          | Papel                    | Notas                                                 |
| ---- | ----------------------------------------------- | ------------------------ | ----------------------------------------------------- |
| 2008 | La fille de Monaco                              | Audrey Varella           | Nominada al Premio César a la Mejor Actriz Revelación |
| 2008 | Les Bonus de Guillaume                          | Louise/Varios personajes | Serie de televisión                                   |
| 2009 | Little Nicholas                                 | La fleuriste             |                                                       |
| 2010 | White as Snow                                   | Michèle                  |                                                       |
| 2010 | Sweet Valentine                                 | Camille                  |                                                       |
| 2010 | Les Aventures extraordinaires d'Adèle Blanc-Sec | Adèle Blanc-Sec          |                                                       |
| 2010 | L'autre monde                                   | Audrey                   |                                                       |
| 2011 | A Happy Event (Un heureux événement)            | Barbara Dray             |                                                       |
| 2011 | L'amour dure trois ans                          | Alice                    |                                                       |
| 2013 | La Religieuse (The Nun)                         | Supérieure Christine     |                                                       |
| 2013 | Love Punch                                      | Manon                    |                                                       |
| 2013 | Going Away                                      | Sandra                   |                                                       |
| 2015 | Mojave                                          | Milly                    |                                                       |
| 2015 | Je suis un soldat                               | Sandrine                 |                                                       |
| 2015 | Les Chevaliers blancs                           | Laura                    |                                                       |
| 2015 | La Fin de la nuit                               | Marie                    | Película para televisión                              |
| 2017 | L'un dans l'autre                               | Pénélope                 |                                                       |
| 2018 | Les Dents, pipi et au lit                       | Jeanne                   |                                                       |